# Zolile Peter Mpambani
Zolile Peter Mpambani (Umlami, 20 febbraio 1957) è un arcivescovo cattolico sudafricano, dal 1º aprile 2020 arcivescovo metropolita di Bloemfontein.

## Biografia
È nato il 20 febbraio 1957 a Umlamli, in diocesi di Aliwal.

### Formazione e ministero sacerdotale
Ha emesso la professione religiosa nella Congregazione del Sacro Cuore di Gesù il 28 gennaio 1982. Dopo aver studiato filosofia e teologia presso il seminario maggiore di st. Joseph, a Cedara, è stato ordinato presbitero il 25 aprile 1987.
Dal 1998 al 2003 ha ricoperto il ruolo di consigliere generale per Africa e Madagascar del governo centrale della sua congregazione a Roma, mentre nel 2013 è stato nominato superiore provinciale per il Sudafrica della sua congregazione.

### Ministero episcopale
Il 6 maggio 2013 papa Francesco lo ha nominato vescovo di Kokstad. Ha ricevuto l'ordinazione episcopale il 3 agosto successivo dall'arcivescovo metropolita di Pretoria William Matthew Slattery, co-consacranti l'arcivescovo di Città del Capo Stephen Brislin e il vescovo di Aliwal Michael Wüstenberg.
Il 25 aprile 2014 viene ricevuto in udienza papale durante la visita ad limina insieme agli altri vescovi sudafricani.
Nel 2015 ha partecipato alla XIV assemblea generale ordinaria del sinodo dei vescovi, svoltasi dal 4 al 25 ottobre, dal titolo: "La vocazione e la missione della famiglia nella Chiesa e nel mondo contemporaneo".
Il 1º aprile 2020 papa Francesco lo ha promosso arcivescovo metropolita di Bloemfontein, succedendo a Jabulani Adatus Nxumalo, ritiratosi per raggiunti limiti d'età. Ha preso possesso dell'arcidiocesi il 19 giugno successivo.
Dal gennaio 2025 è vicepresidente della Conferenza dei vescovi cattolici dell'Africa Meridionale. In precedenza è stato incaricato dell'ufficio per la formazione, la vita e l'apostolato dei laici.

## Genealogia episcopale e successione apostolica
La genealogia episcopale è:
- Cardinale Scipione Rebiba
- Cardinale Giulio Antonio Santori
- Cardinale Girolamo Bernerio, O.P.
- Arcivescovo Galeazzo Sanvitale
- Cardinale Ludovico Ludovisi
- Cardinale Luigi Caetani
- Cardinale Ulderico Carpegna
- Cardinale Paluzzo Paluzzi Altieri degli Albertoni
- Papa Benedetto XIII
- Papa Benedetto XIV
- Papa Clemente XIII
- Cardinale Marcantonio Colonna
- Cardinale Giacinto Sigismondo Gerdil, B.
- Cardinale Giulio Maria della Somaglia
- Cardinale Carlo Odescalchi, S.I.
- Cardinale Costantino Patrizi Naro
- Cardinale Serafino Vannutelli
- Cardinale Domenico Serafini, Cong.Subl. O.S.B.
- Cardinale Pietro Fumasoni Biondi
- Arcivescovo Martin Lucas, S.V.D.
- Arcivescovo Denis Eugene Hurley, O.M.I.
- Cardinale Wilfrid Fox Napier, O.F.M.
- Arcivescovo William Matthew Slattery, O.F.M.
- Arcivescovo Zolile Peter Mpambani, S.C.I.

La successione apostolica è:
- Vescovo Thulani Victor Mbuyisa, C.M.M. (2022)